# ال‌ا هوف (پی ۲۲)
ال‌ا هوف (پی ۲۲) (به انگلیسی: LÉ Aoife (P22)) یک کشتی است که طول آن ۶۵٫۲ متر (۲۱۴ فوت) می‌باشد. این کشتی در سال ۱۹۷۹ ساخته شد.